# Гебултув (Нижньосілезьке воєводство)
Гебултув (пол. Giebułtów, нім. Gebhardsdorf) — село в Польщі, у гміні Мірськ Львувецького повіту Нижньосілезького воєводства.
Населення — 1337 осіб (2011).
У 1975-1998 роках село належало до Єленьогурського воєводства.

## Демографія
Демографічна структура станом на 31 березня 2011 року:
|          | Загалом | Допрацездатний вік | Працездатний вік | Постпрацездатний вік |
| -------- | ------- | ------------------ | ---------------- | -------------------- |
| Чоловіки | 665     | 137                | 461              | 67                   |
| Жінки    | 672     | 124                | 386              | 162                  |
| Разом    | 1337    | 261                | 847              | 229                  |